# 야기트림
야기트림(Yaggid-Lim, lagitlim)은 기원전 19세기경 시리아 마리 (국가)의 왕있다. 그는 아모리트 계인 것으로 추정된다. 그는 이웃 아시리아의 일라-캅카바와 처음에는 동맹을 맺었으나 다투었다. 야기트림은 그의 아들인 약둔림이 계승되었다.